# Serbowie
Serbowie (Srbi / Срби) – naród południowosłowiański mieszkający głównie w Serbii, Bośni, Chorwacji, Czarnogórze, a także w Niemczech, Austrii, Szwajcarii, USA, Kanadzie i Australii. Jest ich ogółem około 12 mln. Mówią w swoim języku narodowym serbskim. W większości są wyznawcami prawosławia.
Serbowie dzielą się na grupy regionalne: Šumadinci, Ere, Vojvođani, Bačvani, Banaćani, Bokelji, Sremci, Semberci, Krajišnici, Hercegovci, Torlaci, Šopi i inni, ale są to określenia regionalne, które obejmują wszystkie mniejszości narodowe w tych regionach. Czarnogórcy aż do 1945 byli uważani za Serbów.
Serbołużyczanie lub Serbowie łużyccy przypuszczalnie mają wspólne pochodzenie z Serbami (Biała Serbia), ale obecnie nic poza wspólną narodowością słowiańską i poza nazwą ich nie łączy.

## Historia
Według źródeł bizantyjskich przodkowie Serbów osiedlili się na obszarze obecnych południowej Serbii, Kosowa, Dalmacji, Bośni i Czarnogóry pod koniec VI wieku lub w latach 20. VII wieku, ulegając następnie wymieszaniu z miejscową (częściowo zromanizowaną) ludnością tubylczą. Cesarz bizantyjski Herakliusz najprawdopodobniej pozwolił im na osiedlenie się w środkowej części Ilirii zwanej Zagorje.

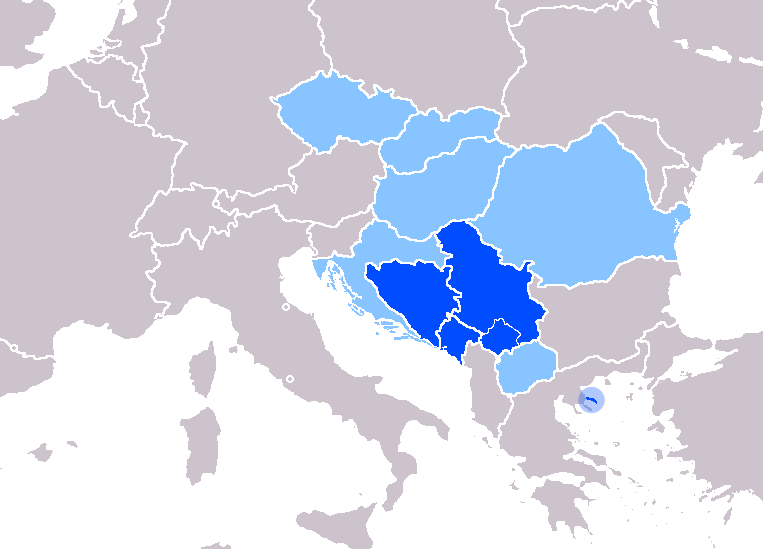
Współczesny zasięg języka serbskiego

Dopiero setki lat później, na skutek powtarzających się napaści Imperium Osmańskiego, Serbowie zaczęli zasiedlać tereny północne: Wojwodinę, Slawonię i Węgry. Pod rządami Stefana Duszana Serbia była najpotężniejszym mocarstwem na Bałkanach, z terytorium rozciągającym się od Adriatyku po morze Egejskie. Bitwa na Kosowym Polu w 1389 zakończyła okres świetności średniowiecznego państwa serbskiego i rozpoczął się okres tureckiej dominacji nad Serbami. Serbowie zamieszkiwali tereny na styku Imperium osmańskiego i Królestwa Węgier, co powodowało wzmożoną migrację między tymi państwami oraz wewnątrz swoich terytoriów, migrowali też do carskiej Rosji. Do podobnej wewnętrznej migracji doszło też później w Jugosławii, dlatego Serbowie stanowili mniejszość etniczną we wszystkich byłych republikach tego państwa, np. 2 do 3% ludności ich stolic (najwięcej w Podgoricy, 26%). Wielu Serbów osiedliło się w ciągu XIX w. i XX w. w Europie Zachodniej i Ameryce Północnej (najwięcej Serbów poza byłą Jugosławią mieszka w Wiedniu, Chicago i Toronto). Po II wojnie światowej niemalże wszyscy Serbowie z Czarnogóry zadeklarowali narodowość czarnogórską, dlatego Czarnogórcy mają wspólny rodowód z Serbami tak jak większość Boszniaków, których przodkami byli Serbowie.
Kultura Serbów ukształtowała się pod wpływem Bizancjum i Cerkwi prawosławnej, jednak ich zachodni i północny obszar osiedlenia uległ znacznym wpływom katolicyzmu i kultury zachodnioeuropejskiej. W XIX w. nastąpił wzrost świadomości narodowej (początkowo w Wojwodinie, później w całej Serbii).

## Mapy

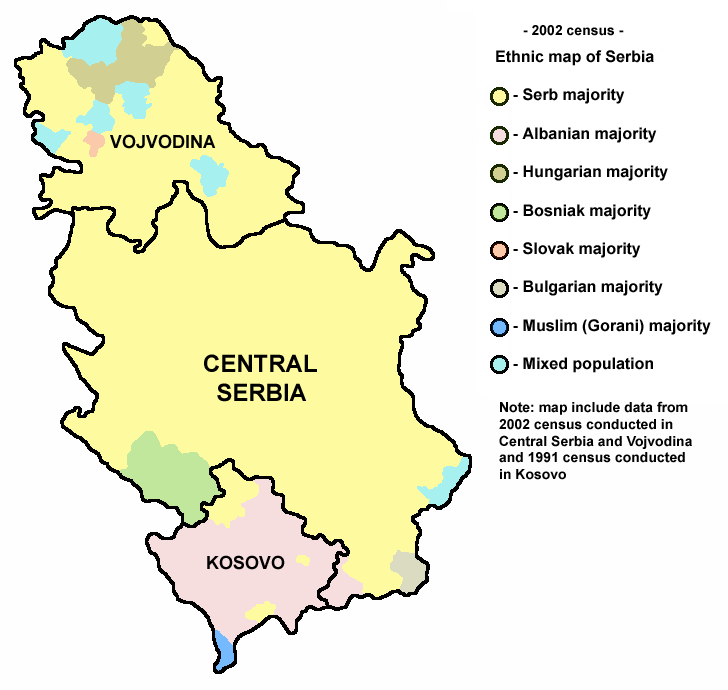
Serbia 1991      Serbowie     Albańczycy     Węgrzy     Bośniacy     Słowacy     Bułgarzy     Gorani
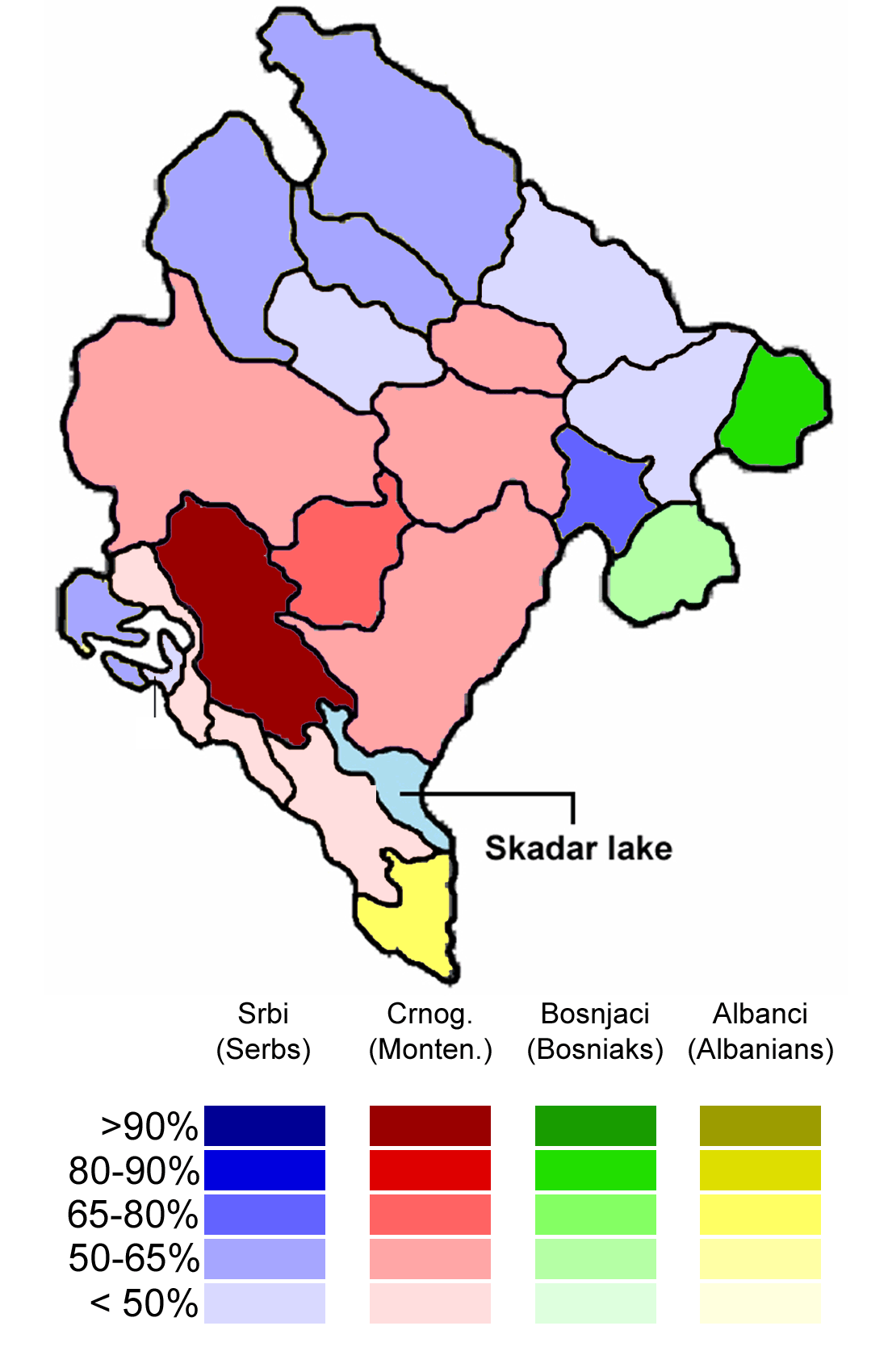
Czarnogóra 2003     Serbowie     Czarnogórcy     Boszniacy     Albańczycy
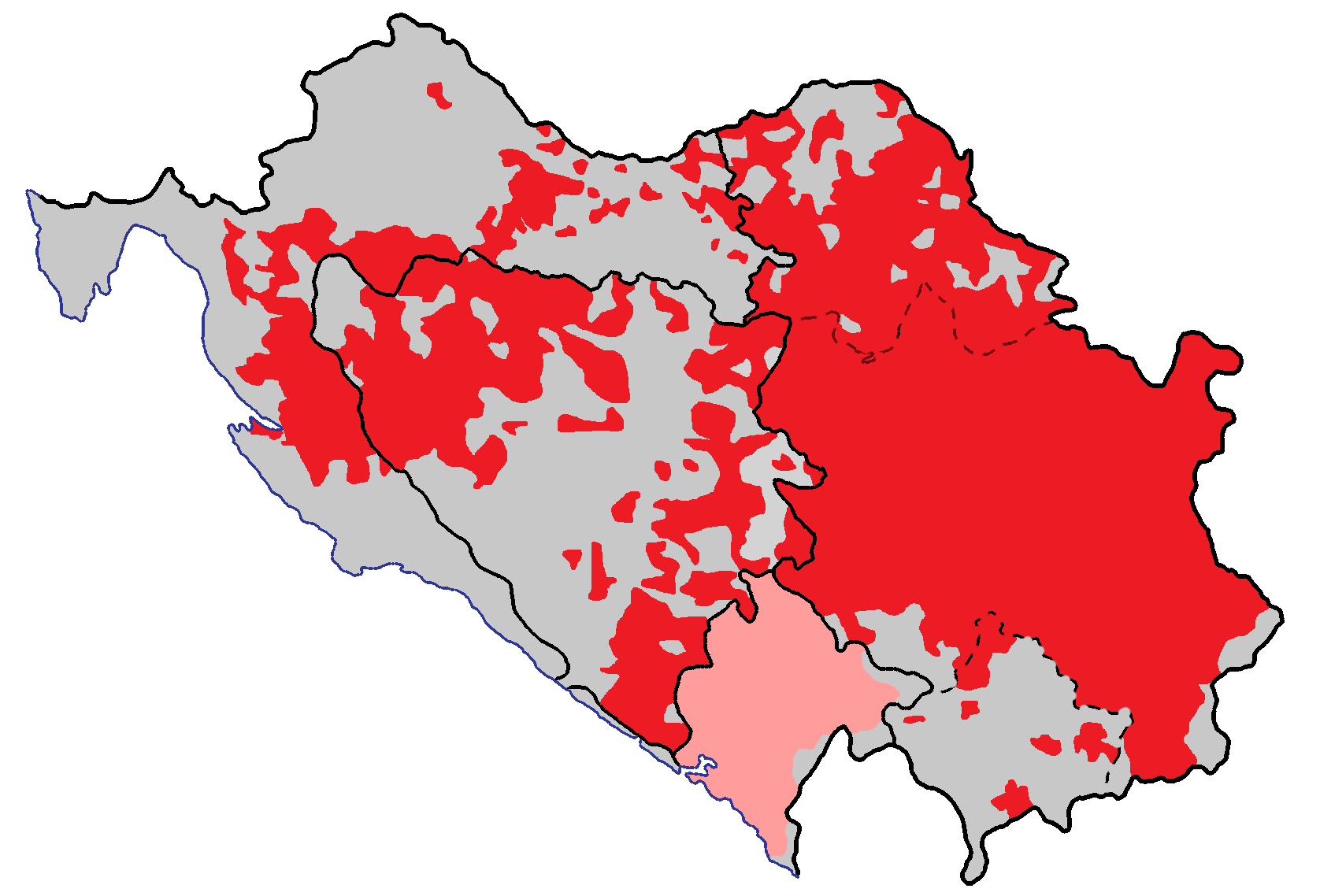
Rozmieszczenie Serbów w 1981
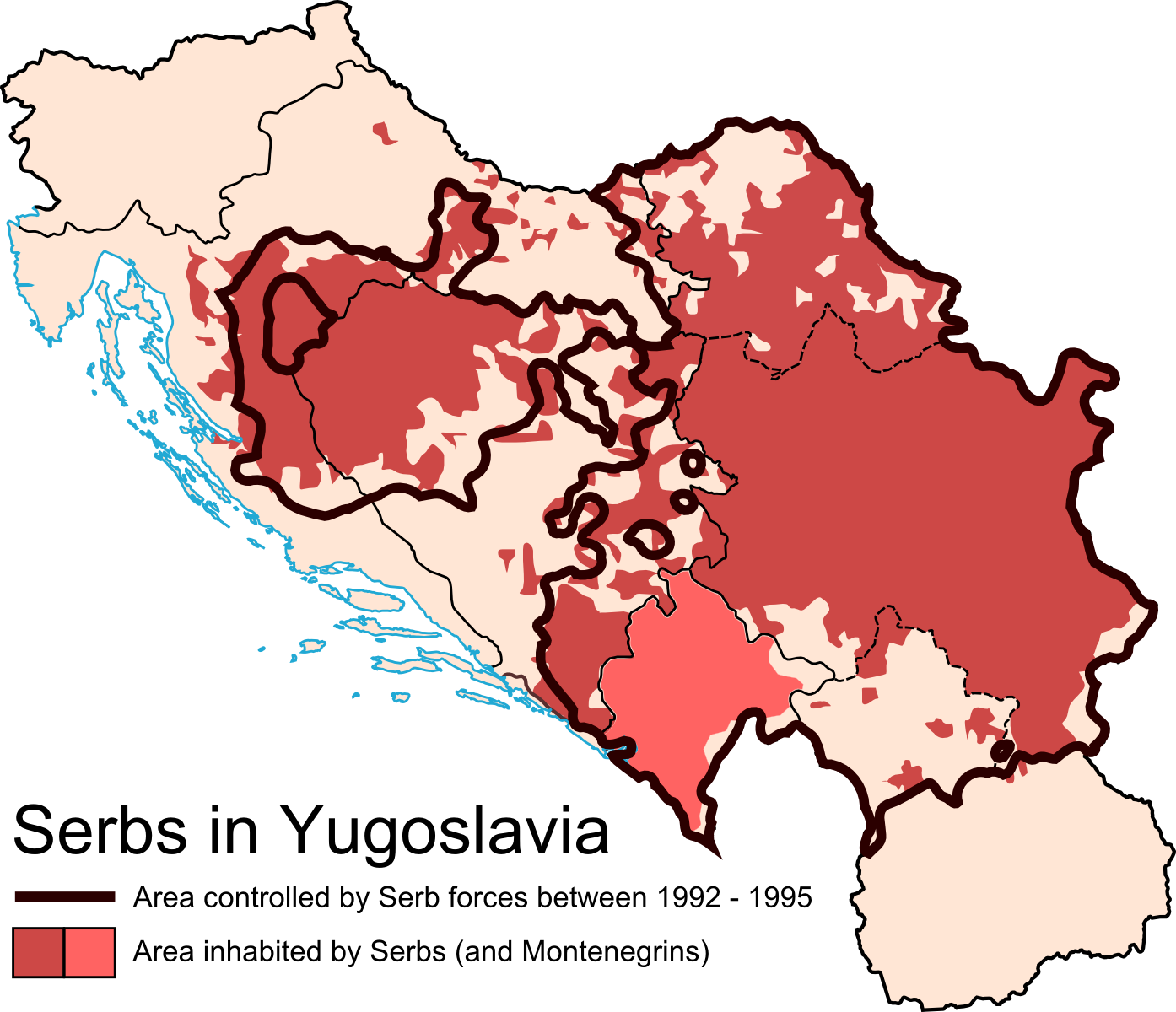
Serbowie w b. Jugosławii (1991-95)
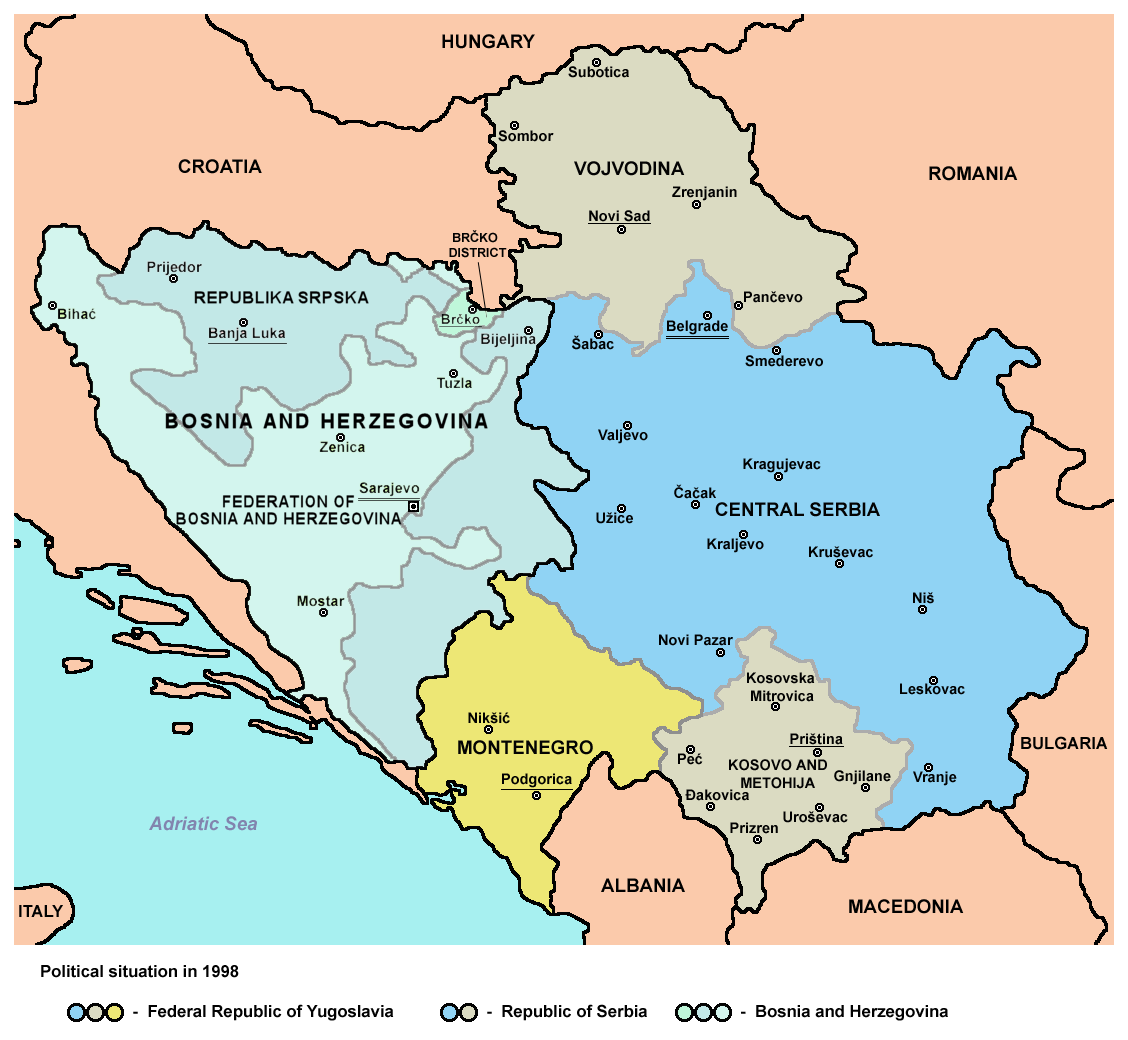
Granice w 1998
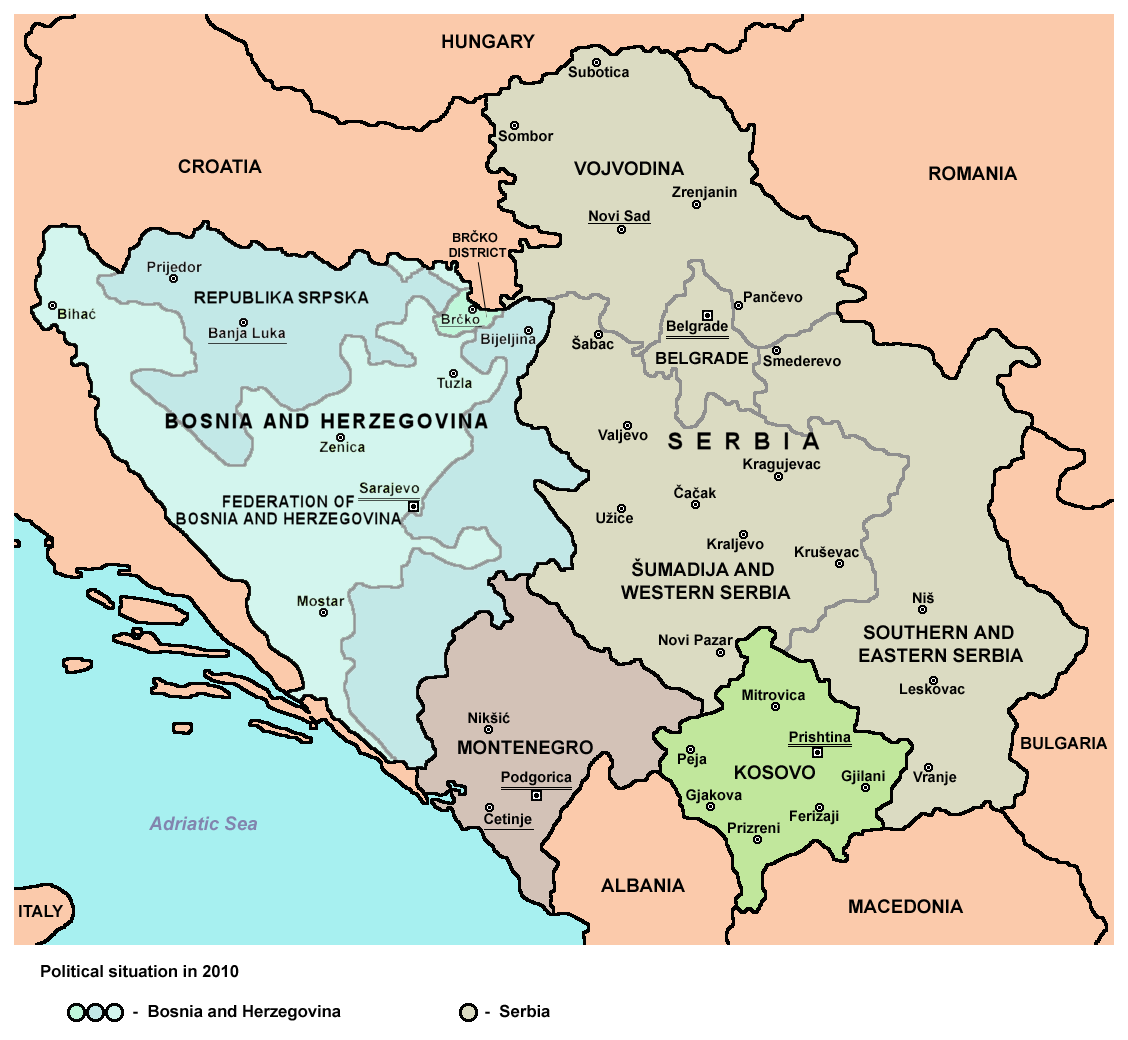
Granice w 2010